# Kościół Najświętszej Maryi Panny Królowej Polski w Chełmku
Kościół Najświętszej Maryi Panny Królowej Polski – rzymskokatolicki kościół parafialny należący do dekanatu Libiąż archidiecezji krakowskiej.
Wykopy pod obecną świątynię zaczęto robić w dniu 4 czerwca 1936 roku. W dniu 14 czerwca 1936 roku przyjechał do Chełmka kardynał metropolita Krakowski, Adam Stefan Sapieha, i poświęcił kamień węgielny pod kościół, przy udziale ówczesnej Dyrekcji fabryki Bata, starosty powiatowego i ogółu mieszkańców Chełmka i sąsiednich miejscowości. Na początku września tegoż roku została ukończona świątynia w dzisiejszych kształcie, o ściankach otynkowanych wewnątrz, prawie gotowa pełnienia funkcji sakralnych. Kościół został otwarty w dniu 11 października, kiedy to z polecenia metropolity krakowskiego świątynia została poświęcona przez księdza dziekana Andrzeja Mroczka z Ciężkowic.